# NGC 5585
NGC 5585 é uma galáxia espiral barrada (SBcd) localizada na direcção da constelação de Ursa Major. Possui uma declinação de +56° 43' 44" e uma ascensão recta de 14 horas, 19 minutos e 47,7 segundos.
A galáxia NGC 5585 foi descoberta em 17 de Abril de 1789 por William Herschel.